# Palparellus voeltzkowi
Palparellus voeltzkowi is een insect uit de familie van de mierenleeuwen (Myrmeleontidae), die tot de orde netvleugeligen (Neuroptera) behoort. 
Palparellus voeltzkowi is voor het eerst wetenschappelijk beschreven door Kolbe in 1906.